# Ranunculus yesoensis
Ranunculus yesoensis är en ranunkelväxtart som beskrevs av Takenoshin Nakai. Ranunculus yesoensis ingår i släktet ranunkler, och familjen ranunkelväxter. Inga underarter finns listade i Catalogue of Life.